# Miriam Etz
Erna Miriam Etz Kaufmann (Alemanha, 1914 — Rio de Janeiro, 14 de julho de 2010) foi uma modelo e estilista. Miriam Etz, como era conhecida, foi a primeira mulher a usar o biquíni em terras brasileiras.
Alemã de nascimento, fugiu da sua terra natal no início da década de 1930 em virtude das perseguições nazistas aos judeus, passando a morar na Holanda e na Inglaterra por um tempo, até fixar residência no Brasil em 1936.
Em 1948, confeccionou uma roupa de praia lançada na França em 1946 e fazendo uso da novidade foi a Praia do Arpoador, o que chamou a atenção dos banhistas e por esta fato, é considerada a pioneira no Brasil com o biquíni.